# Пыслару, Тереза
Тереза Людмила Пыслару (рум. Tereza Ludmila Pîslaru, родилась 28 апреля 1982) — румынская гандболистка, игравшая на позиции вратаря. Известна по выступлениям за клубы «Олтхим», «Заечар» и «Роман». В составе сборной Румынии сыграла 129 игр, серебряный призёр чемпионата мира 2005 года.

## Достижения

### Клубные
- Чемпионка Румынии (7 раз)
- Обладательница Кубка Румынии (3 раза)
- Чемпионка Сербии (2 раза)
- Обладательница Кубка Сербии (2 раза)
- Победительница Кубка обладателей кубков ЕГФ (2007)
- Победительница Суперкубка Румынии (2007)
- Победительница Кубка чемпионов

### В сборной
- Чемпионка Европы U-17 (1999)
- Чемпионка Европы U-19 (2000)
- Чемпионка мира среди студентов (2002)
- Серебряный призёр чемпионата мира (2005)